# 広瀬未来 (ジャズトランペッター)
広瀬 未来（ひろせ みき、1984年 - ）は、日本のジャズトランペッター、作曲家、編曲家。神戸市出身。
ニューヨークと日本を拠点に活動し、モダン・ジャズからラテン、ファンク、ヒップホップまで幅広いジャンルで演奏。
自身のバンドやビッグバンドを率いるほか、教育者・ラジオパーソナリティとしても活動している。

## 経歴
甲南中学校でトランペットを始め、嶋本高之に師事。関西各地で活動を始め、2002年に「中山正治ジャズ大賞」「なにわ芸術祭新人奨励賞」を受賞した。
2003年、19歳でニューヨークに渡り本格的に音楽活動を開始。ボストンの名門バークリー音楽大学の奨学金を辞退して現地での演奏活動に飛び込んだ。ジャズ、サルサ、ヒップホップ、ファンクなどのジャンルで演奏し、Harlem Renaissance Orchestra、Pedro Giraudo Jazz Orchestra、La Excelencia などに参加。BBCのドキュメンタリー『Latin Music USA』にも出演。
2014年に日本に拠点を移し、神戸を中心に活動。2015年「神戸市文化奨励賞」、2017年「なにわジャズ大賞」「なにわ芸術祭新人賞」受賞。大阪音楽大学、甲陽音楽学院で教鞭をとるほか、ラジオ関西『KOBE JAZZ-PHONIC RADIO』のパーソナリティを務めている。

## 音楽活動
自己のクインテットや「Miki Hirose Jazz Orchestra」を率いて活動。2020年『The Golden Mask』、2024年『El valor』などのアルバムを発表。その他、片倉真由子とのデュオ『Air』（2021年）やビッグバンド作『Relight Delight』（2021年）などもある。また、大西順子セクステット、池本茂貴ラージアンサンブル“isles”、中林薫平オーケストラなどのグループにも参加。King Silvertone製のヴィンテージトランペットやフリューゲルホルンを使用している。2025年日本国際博覧会（大阪・関西万博）の公式企画に関連し、公式サイトにて紹介された。

## 受賞歴
- 2002年 - 中山正治ジャズ大賞[15]
- 2002年 - なにわ芸術祭新人奨励賞[16]
- 2015年 - 神戸市文化奨励賞[17]
- 2017年 - なにわジャズ大賞[18]
- 2017年 - なにわ芸術祭新人賞[19]

## 教育・地域活動
大阪音楽大学および甲陽音楽学院で後進の育成に携わる。「KOBE JAZZ DAY」のプロデューサーを務め、地域ジャズの発展にも貢献している。

## ディスコグラフィ

### リーダーアルバム
- A Day in New York（2010年）[21]
- SCRATCH（2013年）[22]
- The Golden Mask（2020年）[23]
- Air（2021年）[24]
- Relight Delight（2021年）[25]
- El valor（2024年）[26]

### Miki Hirose Jazz Orchestra 名義
- DEBUT（2018年）[27]
- Relight Delight（2021年）[28]